# Gualala
Gualala ist ein Ort an der Pazifikküste in Kalifornien, etwa 100 Kilometer nördlich von San Francisco. Er liegt im äußersten Süden des Mendocino County und ist ein gemeindefreies Gebiet. Der gleichnamige Fluss liegt größtenteils im benachbarten Sonoma County und bildet in Küstennähe die Grenze beider Countys. Der südlich des Flusses direkt an der Küste gelegene Gualala Regional Park gehört zum Gemeindefreien Gebiet Sea Ranch in Sonoma County.    

## Name
Es gibt mehrere verschiedene Versionen, wo der Name Gualala herkommt. Pomos, Indianer die im Gebiet lebten, gaben dem Gualala-Fluss einen Namen, der „Wasser, das herunterkommt“ bedeutet. Die Stadt bekam ihren Namen vom Fluss. 

## Geschichte
General Rafael Gracie wurde 1836 eine Landbewilligung für ungefähr 62,5 Quadratmeilen gegeben, die sich vom Gualala-Fluss nördlich bis zu dem Bach Mal Paso erstrecken. Er verwendete das Land, um Vieh zu halten und verkaufte es später für 10.000 US-Dollar. Dadurch kamen viele Einwanderer, die meisten von ihnen waren Bauern. Ungefähr 1861 legten Cyrus Robinson und seine Frau Elizabeth ein Gehöft für das ganze Gebiet des jetzigen Gualala an. Sie bauten und besaßen ein Hotel, einen Salon und ein Fährschiff in Gualala. Sie beaufsichtigten auch die Post und die Bohrlöcher. Innerhalb eines Jahres verkauften sie einen Teil ihres Landes den Männern, die die erste Getreide-Mühle in Gualala bauten. Diese Mühle wurde am Rand einer Bergschlucht erbaut, jetzt als chinesische Bergschlucht bekannt. 1871 fing die Mühlen-Gesellschaft ein betriebseigenes Geschäft an. Dieses Lager (welches noch funktionierte), der Wasserturm und Stufen unten zum Fluss verbrannten bis auf den Grund in den 1960er Jahren.